# Stefanie Heinzmann
Stefanie Fabienne Heinzmann (sinh ngày 10 tháng 3 năm 1989) là ca sĩ nhạc soul & nhạc pop người Thụy Sĩ. Cô đã gây được sự chú ý của công chúng vào đầu năm 2008 khi cô giành chiến thắng tại chương trình SSDSDSSWEMUGABRTLAD, một cuộc thi tài năng được tổ chức vào đêm chương trình Tivi total của Stefan Raab trên đài phát sóng ProSieben Đức.
Sau chiến thắng của cô, Stefanie phát hành single đầu tay "My Man is a Mean Man". Khi ra mắt, single của cô được nằm ngay trong bảng Singles Chart của Thụy Sĩ và trở thành một trong 10 hit hàng đầu tại Áo và Đức vào những tháng tiếp theo. Sau đó, album nhạc pop và nửa dòng nhạc soul "Masterplan" của cô được phát hành vào tháng 3 năm 2008 và lọt vào Top Ten ở Áo và Đức và đạt số 1 ở Thụy Sĩ. Tại đây, album của cô đã nhận chứng nhận Đĩa bạch kim bởi IFPI với hơn 30.000 bản thu âm được bán ra. Vào tháng 9 năm 2009, album thứ hai của Stefanie - "Roots to grow" được phát hành.
Là một trong những nghệ sĩ gốc Thụy Sĩ bán chạy đĩa nhất trong những năm cuối thập niên 2000, Stefanie đã giành được nhiều giải thưởng lớn qua các bản thu âm của cô như giải Prix Walo, giải 1LIVE Krone, giải Comet, giải thưởng vinh dự Swiss Music Award, giải Radio Regenbogen Award, và giải 2009 ECHO Award.